# Rheinwald GR
| GR ist das Kürzel für den Kanton Graubünden in der Schweiz. Es wird verwendet, um Verwechslungen mit anderen Einträgen des Namens Rheinwald (Begriffsklärung) zu vermeiden. |

Rheinwald (rätoromanisch Valragn) ist eine politische Gemeinde der Region Viamala im Schweizer Kanton Graubünden. Sie umfasst den Grossteil der gleichnamigen Talschaft mit den Orten Hinterrhein, Nufenen, Medels im Rheinwald und Splügen. Die Gemeindeverwaltung befindet sich in Splügen.

## Geschichte
Am 1. Januar 2019 fusionierten die bisherigen politischen Gemeinden Splügen, Hinterrhein und Nufenen zur neuen politischen Gemeinde Rheinwald. Die Gemeinde Sufers blieb selbstständig, nachdem 2016 die Fusion aller Gemeinden im Rheinwald am Nein der Sufner Stimmbevölkerung gescheitert war.
Siehe auch: Liste der Kulturgüter in Rheinwald

## Wappen
| Wappen von Rheinwald GR | Blasonierung: «In Rot über silberbordiertem blauem Flussband fünf sechsstrahlige silberne Sterne (3, 2)» |
| Wappen von Rheinwald GR | |